# Castro Maiden, Dorset
Castro Maiden ou Castelo Maiden é um castro fortificado construído na Idade do Ferro a 2,5 quilômetros a sudoeste de Dorchester, no condado inglês de Dorset. Castelos Maiden, castros fortificados,  foram construído em toda a Grã-Bretanha  na idade do ferro.

## Investigações arqueológicas
A primeira investigação generalizada de castros foi realizada na segunda metade do século XIX sob a direção de Augustus Pitt-Rivers, mas não foi até a década de 1930 que castelo Maiden foi metodicamente investigado, e teve a primeira, em grande escala, escavação do interior de um castro. O uso da mídia pela Wheeler para disseminar informações sobre o site resultou no castelo Maiden tornar-se bem conhecido.
Alguns arqueólogos em grande parte do século XIX e XX, sustentam que os castelos Maiden britânicos eram principalmente uma estrutura defensiva construída em uma era de guerra intertribal. No entanto, o arqueólogo Niall Sharples observou que "é claro a partir da [minha] análise da seqüência [de construção] no castelo Maiden de Dorset, e em comparação com outros sites, como em Danebury, que os castros não têm uma única função. Uma variedade de atividades diferentes podem ser associadas a este sítio".